# Хилл, Дэниель Харви
Дэниель Харви Хилл (англ. Daniel Harvey Hill; 12 июля 1821 — 24 сентября 1889) — генерал армии Конфедерации в годы Американской гражданской войны. Был известен как агрессивный командир, строго религиозный человек с суховатым, саркастическим чувством юмора. Он был свояком Джексона Каменная Стена, близким другом Джеймса Лонгстрита и Джозефа Джонстона, но разногласия с генералом Ли и Брэкстоном Брэггом лишили его доверия президента Джефферсона Дэвиса. Несмотря на признание его военных талантов, Конфедерация почти не обращалась к нему в конце Гражданской войны.
Дэниэль Харви Хилл обычно упоминается в истории как Д. Х. Хилл (D. H. Hill), для отличия от однофамильца Э. П. Хилла (A. P. Hill), который служил вместе с ним в Северовирджинской армии.

## Ранние годы
Дэниель Харви Хилл родился в Хиллз Айрон Уоркс, в округе Йорк, штат Южная Каролина. Он был сыном Соломона и Нэнси Кэбиин Хилл. Его дед по отцу полковник Вильям «Билли» Хилл, урожденный ирландец, построил железную фабрику в округе Йорк, где изготавливал орудия для Континентальной Армии. Его дед по матери был шотландцем. Хилл окончил Военную Академию 28-м из 56-ти кадетов выпуска 1842 года и был зачислен в 1-й артиллерийский полк во временном звании второго лейтенанта. В 1843—1844 служил в форте Мольтри, а 13 октября 1854 года получил постоянное звание второго лейтенанта.
Он проявил себя во время Мексиканской войны и получил временное звание капитана за храбрость, проявленную в сражении при Контрерас и Чурубуско, а 13 сентября 1847 — временное звание майора за храбрость в сражении при Чапультепеке. В феврале 1849 он уволился из армии и стал профессором математики в Колледже Вашингтона (сейчас Университет Вашингтона и Ли) в Лексингтоне, штат Вирджиния. В 1854 году он поступил в Дэвидсонский колледж (С. Каролина) и в 1859 стал суперинтендантом Северокаролинского Военного Института в Шарлотте.

### Брак и дети
2 ноября 1848 года Хилл женился на Изабелле Моррисон, дочери Роберта Хэлла Моррисона, первого президента Дэвидсонского колледжа, а через свою мать — племянницу губернатора Северной Каролины Вильяма Александра Грэхэма. У них было 9 детей. Один из его сыновей потом станет президентом Северокаролинского Колледжа (сейчас North Carolina State University). Их младший сын, Джозеф Моррисон, станет верховным судьей Арканзасского Верховного суда с 1904 по 1909.
В июле 1857 младшая сестра Изабеллы, Мэри Анна, вышла замуж за Томаса Джексона, в будущем — знаменитого генерала Конфедерации. Пути Хилла и Джексона пересекались во время Мексиканской войны, а впоследствии они оба жили в Лексингтоне, где и подружились.

## Гражданская война
Когда началась гражданская война, Хилл стал командиром 1-го северокаролинского пехотного полка, и в этом звании принял участие в сражении при Биг-Бетель около форта Монро 10 июня 1861 года. Вскоре после он был повышен до бригадного генерала.
Весной 1862 он участвовал в боевых действиях при Йорктауне и Вильямсберге, и уже в звании генерал-майора вел в бой дивизию в сражениях при Севен Пайнс и в Семидневной битве. В сражении при Малверн-Хилл его дивизия наступала после дивизии Магрудера и понесла большие потери, не достигнув никакого результата. «Это не война, это убийство», сказал Хилл по поводу этого боя. После боев на полуострове дивизия Хилла была оставлена под Ричмондом и не принимала участия в Северовирджинской кампании.
22 июля 1862 года Хилл и федеральный генерал Джон Дикс заключили соглашение об обмене пленными между армиями Союза и Конфедерации, известное как «Соглашение Дикс-Хил» (Dix-Hill Cartel).

### Мерилендская кампания
В сентябре 1862 года дивизия Хилла участвовала в Мэрилендской кампании. Дивизия имела следующий вид:
- Бригада Росвелла Рипли,
- Бригада Роберта Родса,
- Бригада Самуэля Гарланда,
- Бригада Джорджа Б. Андерсона
- Бригада Альфреда Колкитта

После разделения армии Ли дивизия Хилла была оставлена в Южных Горах для прикрытия ущелий. При поддержке дивизии Дэвида Джонса она обороняла эти ущелья во время сражения при Южной Горе. Дивизия сражалась отчаянно, позволив генералу Ли собрать свои силы у Шарпсберга, но все же это сражение считается неудачей Хилла. Дуглас Фриман приводит мнение Чемберлена, который сказал: «Хилл бездарно провалил бой за Южные Горы и нас обошли с фланга… Люди все чаще стали называть его болваном (numskull). Если бы Харперс-Ферри продержался на 24 часа дольше, Хилл стоил бы нам нашей армии, нашей жизни и нашей свободы».
В сражении при Энтитеме дивизия Хилла (бригады Рипли, Родса, Гарланда, Андерсона и Колкитта) оказалась на сложном участке, известном как «Санкен-роуд» или «Кровавая линия». Часть бригад пришлось перебросить на левый фланг, так что в критический момент боя центр позиций конфедератов удерживали только бригады Родса и Джозефа Бужвина Андерсона. Их было 2500 человек, но они выдержали атаку вдвое превосходящих сил федеральной дивизии генерала Френча. Дивизия удержала позицию, но атака федеральной дивизии Ричардсона заставила их отступить. В том бою под Хилом было убито три лошади, генерал Андерсон был смертельно ранен.
Фактически, это было его первое и последнее крупное сражение за ту войну.

### После Энтитема
После Энтитема некоторые генералы были представлены к присвоению звания генерал-лейтенанта, однако Хилл не попал в эти списки, несмотря на то, что явно того заслуживал. По этому поводу Джексон заметил, что если бы с ним обошлись таким образом, то он подал бы в отставку. На это Хилл сказал, что он защищает свою страну и готов сражаться даже рядовым, если потребуется.
В Битве при Фредериксберге дивизия Хилла активно не участвовала, находясь в резерве. В это время начал назревать конфликт между Хиллом и генералом Ли. Когда Северовирджинская армия была реорганизована после смерти Джексона, Хилл не получил корпуса и вообще был отправлен в тыл для вербовки новобранцев. По поводу Хилла генерал Ли писал так: «Боюсь, что генерал Хилл не вполне подходит для своей должности. Он прекрасен как исполнитель, но ему не хватает управленческих способностей. Предоставленный самому себе, он теряется…».
Во время Геттисбергской кампании он возглавлял защитников Ричмонда и успешно противодействовал федеральным отрядам Дикса и Кейса в конце июня. В 1863 он был отправлен в реорганизованную Теннессийскую армию в звании генерал-лейтенанта и командовал одним из корпусов под началом Брэкстона Брэгга. В кровавом бою при Чикамоге его люди снова оказались на самом сложном участке. Впоследствии Хилл присоединился к тем генералам, что обвинили Брэгга в неспособности воспользоваться результатами победы. Президент Дэвис разрешил конфликт в пользу Брэгга. Теннесийская армия была снова реорганизована, Хилл был отстранен от командования и его повышение не было подтверждено президентом, так что он снова стал генерал-майором.
После этого Хилл командовал небольшими подразделениями вдалеке от основных битв. Он участвовал в сражении при Бентонвилле в Северной Каролине — которое стало последним сражением Теннесийской армии. Он был командиром дивизии, когда вместе с Джозефом Джонстоном попал в окружение 26 апреля 1865 года.

## Послевоенная деятельность
С 1866 по 1869 Хилл был редактором журнала «Любимая земля»(The Land We Love) в Шарлотте, штат Северная Каролина. Журнал писал о социальных и исторических проблемах и имел сильное влияние на юге. В 1877 он стал первым президентом Арканзасского университета и занимал этот пост до 1884 года. В 1885 он стал президентом Военно-сельскохозяйственного колледжа (Джорджия), и пробыл им до 1889, когда уволился по состоянию здоровья. Он умер в Шарлотте через месяц и был похоронен на кладбище Дэвидсонского колледжа.

## Научные труды
- College Discipline: An Inaugural Address Delivered at Davidson College, N.C., on the 28th February, 1855. [n. p.: n. p.], 1855. 19 p.; 23 cm. OCLC 7195350
- Elements of Algebra. Philadelphia, PA: J.B. Lippincott, [1857], 1859. xii, [13]-507 p. tables 22 cm. OCLC 19591232
- A Consideration of the Sermon on the Mount. Philadelphia, PA: W. S. & A. Martien, 1858, 1859. 3 p.l., [5]-282 p. 19 cm. OCLC 7195011 e-Book version Ann Arbor, Mich.: Making of America, 2000. OCLC 612157953
- The Crucifixion of Christ. Philadelphia, PA: W.S. & A. Martien, 1859. 345 p. 20 cm. OCLC 4392161
- Remarks of Major D. H. Hill of the N.C. Military Institute at Charlotte, before the Committee on Education of the North Carolina Legislature. [North Carolina: n. p., 1860?]. OCLC 41374540
- Gen. Hill founded and edited The Land We Love: A Monthly Magazine Devoted to Literature, Military History, and Agriculture. 6 vols. Charlotte, NC: J.P. Irwin & D.H. Hill, 1866—1869. Sabin No. 38821. This magazine merged with The New Eclectic Magazine of Baltimore, MD. Subsequently it was called The Southern Magazine. OCLC 752793193 OCLC Record Containing Contents List for Issues of The Land We Love.
- The Old South: An Address Delivered by Lieutenant-General D.H. Hill, at Ford’s Grand Opera House, on Memorial Day, June 6, 1887, before the Society of the Army and Navy of the Confederate States in the State of Maryland. Baltimore, MD: Andrew J. Conlon, 1887. OCLC 5315299